# ビン坊
ビン坊（ビンぼう）、ビンボー (Bimbo) は、フライシャー・スタジオが創作した、架空のキャラクター、カートゥーン（アニメーション漫画）の犬。本名はビンボー・ザ・ドッグ（Bimbo the Dog）。ビン坊が最初に登場したのは、『Out of the Inkwell』シリーズで、当初の名はフィッツ (Fitz) であった。

## 歴史
はじめフィッツは、フライシャーの『トーカートゥーン (Talkartoons)』シリーズのスターとなり、1930年には『Hot Dog』において初めてビン坊 (Bimbo) の名で登場した。その後、彼のガールフレンドであったベティ・ブープのキャラクターとしての人気が徐々に高まってくると、ビン坊は脇役へと追いやられていくことになった。『トーカートゥーン』シリーズは、1932年に『ベティ・ブープ (Betty Boop)』に改名された。

## 類似したキャラクター
1932年、ウォルター・ランツ・プロダクション (Walter Lantz Productions) が創作した新しいキャラクターが登場した。このキャラクターは、プーチ・ザ・パップ（Pooch the Pup：「子犬のプーチ」の意）と名付けられた犬であった。当初プーチは、白いビーグル犬であった。1933年、ビン坊が映画から引退した数ヶ月後、プーチは黒い毛に変えられ、セーターとパンツを履くようにデザインが変更された。この新たな作り直しによって、プーチの姿は、ベティシリーズの犬であるビン坊を連想させるものになった。
『おくびょうなカーレッジくん』の主人公カーレッジ（Courage the Cowardly Dog：「臆病な犬カーレッジ」の意で、カーレッジは「勇気」を意味する）が登場するあるミュージック・ビデオでは、レトロ風のカーレッジが最後の方に登場する。その姿は、ビン坊にそっくりである。

## リバイバル
スクリーンから姿を消してから56年後、ビン坊はカムバックした。1989年、テレビのスペシャル番組『Betty Boop's Hollywood Mystery』で、重要な共演スターとなった。その後、キャラクター商品も登場した。

## おもな登場作品
- Hot Dog (Hot Dog (1930 film))(1930)
- Fire Bugs (1930)
- まぶしい皿 (Dizzy Dishes) (1930)
- 脱線水兵エロ行脚 (Barnacle Bill) (1930)
- Swing You Sinners! (Swing You Sinners!)(1930)
- Grand Uproar! (1930)
- Sky Scraping (1930)
- Up To Mars (1930)
- ミステリアス・モーゼ (Mysterious Mose) (1930)
- The Male Man (1931)
- ビン坊の結社加盟 (Bimbo's Initiation) (1931)
- ビン坊の引越し屋 (Bimbo's Express) (1931)
- 商売繁昌 (Betty Boop's Bizzy Bee) (1932)
- ベティ博士とハイド (Betty Boop, M.D.) (1932)
- 魔法の鏡 (Snow White) (1933)
- ベティの自動車競争 (Betty Boop's Ker-Choo (1933)
- ベティの屋上庭園 (Betty Boop's Penthouse) (1933)
- ベティの誕生日 (Betty Boop's Birthday Party) (1933)
- ベティのピクニック (Betty Boop's May Party) (1933)
- ビン坊の屑屋 (Any Rags?) (1933)